# 希爾伯特第三問題
希爾伯特第三問題是希尔伯特的23个问题中被認為是最容易解決的一個。此題是問：“已知兩個多面體有相同體積，能否把其中一個多面體分割成有限塊再將之結合成另一個？”根據高斯之前的作品，希爾伯特斷定此為不可以的。這個猜想在幾年內被他的學生馬克斯·德恩（Max Dehn）以一反例證明了是不可以的了。但其在二維空間的情況，答案是肯定的。

## 另見
- 華勒斯·波埃伊·格維也納定理